# Christian Zoeller
Pour les articles homonymes, voir Zoeller.
Christian Joseph Zoeller,, né le 12 août 1888 à Tlemcen (Algérie) et mort à Paris le 26 février 1934, est un médecin militaire et immunologiste français.
Il est connu notamment pour avoir développé avec Gaston Ramon de l'institut Pasteur, les vaccinations associées (en particulier diphtérie-tétanos).

## Biographie

### Famille, jeunesse et formation
Christian Zoeller nait à Tlemcen en Algérie dans le département d'Oran, d'une famille protestante originaire de Lorraine. Il appartient à une lignée de médecins militaires de l'École d'Application du Service de Santé du Val de Grâce :
Son grand-père, Chrétien Zoeller,, né le 21 juin 1821 à Baerenthal (Moselle), fait partie de la promotion 1845.
Son père William Zoeller, nait en 1853 à New York. Il fait ses études au Val de Grâce de 1875 à 1877 où il est élève d'Alphonse Laveran ( prix Nobel de physiologie ou médecine de 1907). Il sera en poste au Val de grâce, puis en Algérie à partir de 1885 au moment de la peste d'Oran. Il meurt le 13 décembre 1923 à Philippeville (Skikda) en Algérie.
Christian Zoeller est membre d'une famille de cinq enfants, tous sont atteints par la diphtérie. Deux en meurent, son frère Jean Zoeller est trachéotomisé, devenu polytechnicien il est tué à la guerre en 1916. Plus tard, Christian Zoeller se présentera comme un survivant de la diphtérie.
Après avoir fait ses études secondaires à Philippeville (Skikda) et à Nancy, Christian Zoeller est reçu à 19 ans, (en 1907) au concours d’entrée à l'École du service de santé militaire de Lyon (aujourd'hui École du service de santé des armées de Lyon-Bron). Avant d’entrer dans cette école, il doit accomplir un an de service militaire comme infirmier et soldat de 2e classe au 13e régiment d’artillerie, unité avec laquelle il fait campagne dans la région saharienne, dans le Haut Guir au Maroc.
En octobre 1908, il rejoint l’École de Lyon.
En décembre 1911, il soutient sa thèse de doctorat en médecine. Mais sa santé a été compromise par la campagne saharienne de 1907 et il doit être mis en non-activité en 1912 pour infirmité temporaire.

### Retour à l'activité
En 1917, Christian Zoeller prend part à la fin de la Première Guerre mondiale. Il est affecté à la 28e division d'infanterie comme médecin aide major, puis à l'hôpital de Chaumont, au Bourget, et au train sanitaire, où il soigne malades et blessés.
En 1919, il suit un stage de bactériologie au Laboratoire du Val de Grâce avec le Professeur Charles Dopter.
En 1920, il est affecté au Laboratoire de vaccination antidiphtérique de l'armée aux côtés du Professeur Hyacinthe Vincent.
C'est à cette période que Christian Zoeller se marie avec Yvonne Noël, dont il aura deux filles, Colette et Monique.
En 1921, il réussit le concours de l'agrégation et il est affecté comme conférencier à l'École du Service de Santé militaire de Lyon (École du service de santé des armées de Lyon-Bron).

### Carrière

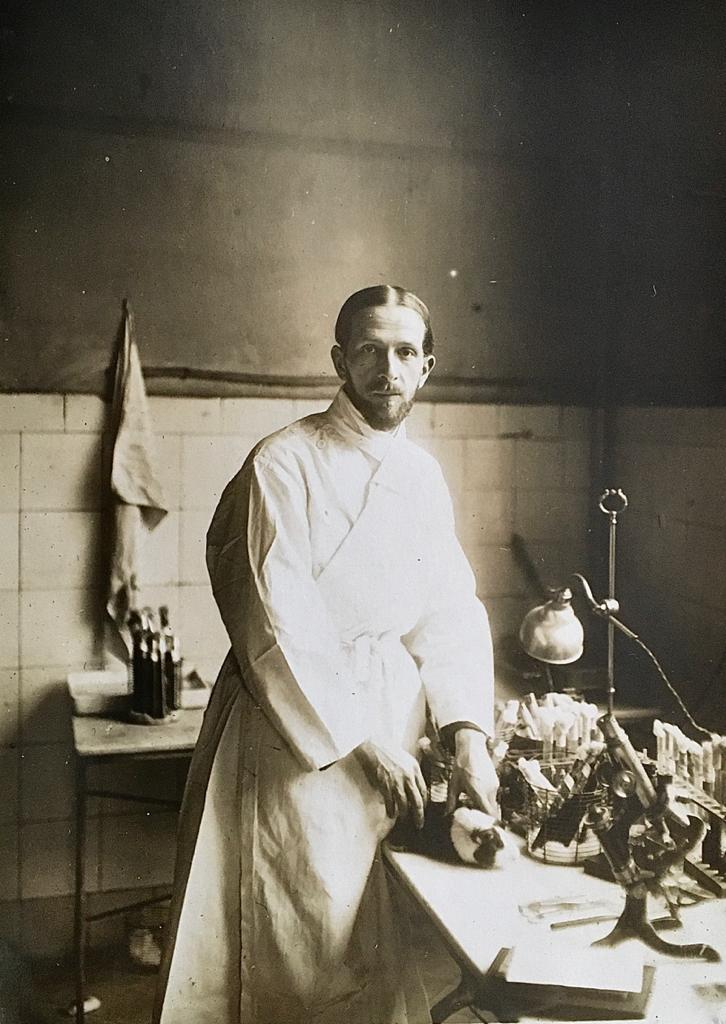
Christian Zoeller dans son laboratoire.

En 1923, il est affecté au Val de Grâce comme Professeur agrégé où il occupe la chaire des maladies infectieuses, des épidémies et de bactériologie des armées. Il devient chef du Service des contagieux et du Laboratoire de bactériologie (1928). C'est à ce titre qu'il exercera comme praticien hospitalier, et qu'il conduira ses travaux de recherche.
Il met à profit l'importante découverte des anatoxines par Gaston Ramon, dans la vaccination anti-diphtérique et anti-tétanique (1923). Une fructueuse collaboration entre les deux chercheurs les conduit à mettre au point les vaccinations anti-diphtérique et anti-tétanique et à les associer.
Il est membre de plusieurs sociétés savantes : La Société Médicale des Hôpitaux de Paris, la Société de Biologie, la Société de Pathologie comparée, la Société Anatomique, l'Institut d'Hygiène de Paris.

## Travaux

### Collaboration avec Gaston Ramon de l'Institut Pasteur
Dans les années 1910, les premiers vaccins contre la diphtérie sont des mélanges de toxine et d'antitoxine diphtérique. Un programme de vaccination à grande échelle des enfants scolarisés de New-York est effectué en 1922.  Cette technique hasardeuse a été remplacée par celle des anatoxines (toxine modifiée de façon à la rendre à la fois inoffensive et immunogène, efficace chez l'humain) en 1924.

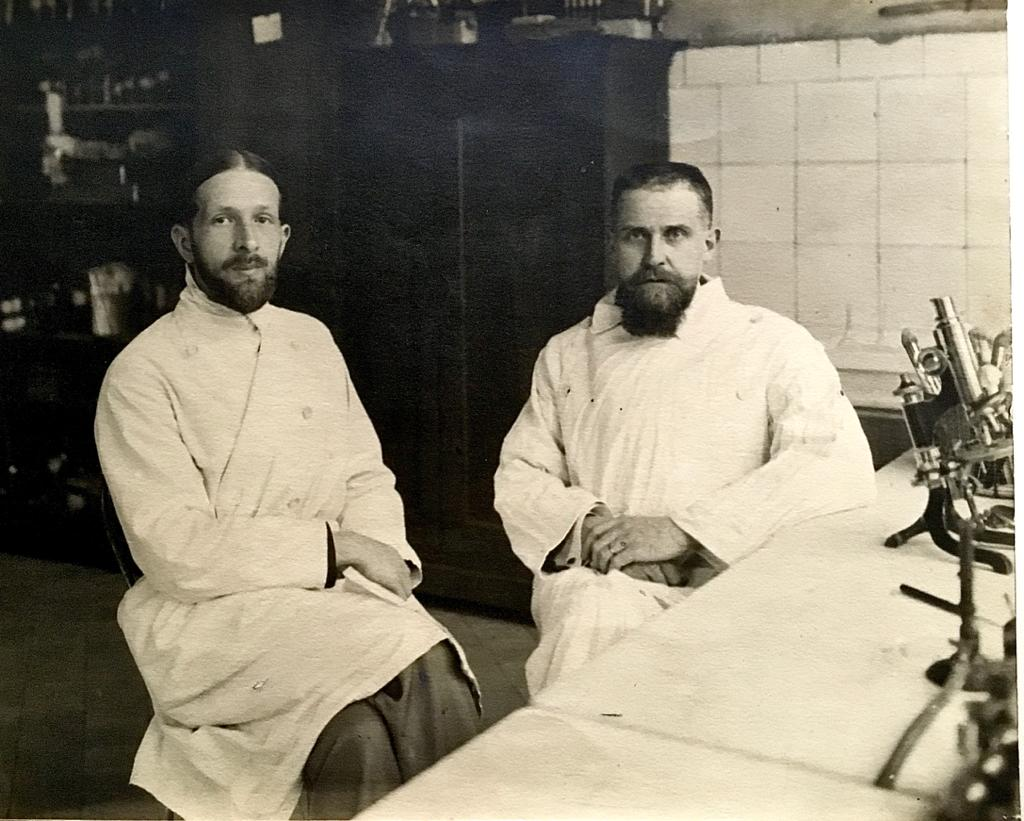
Christian Zoeller et Gaston Ramon.

Avant cette date, de nombreuses tentatives, allemande et anglaise, pour obtenir une anatoxine sans danger, stable et immunogène ont échoué. C'est au vétérinaire français Gaston Ramon que l'on doit l'importante découverte d'une telle anatoxine diphtérique, publiée en 1923. Elle est obtenue à partir de l'action du formol sur la toxine pure, suivie d'une incubation à 37° C pendant plusieurs semaines.
Le même procédé est appliqué pour d'autres antitoxines, en particulier l'antitoxine tétanique. Le vétérinaire Ramon collabore alors avec le médecin Zoeller pour l'obtention du premier vaccin humain antitétanique en 1926. En 1927, Ramon et Zoeller combinent les deux anatoxines (diphtérie et tétanos) et démontrent l'absence de compétition immunologique entre les deux. Ils déterminent la durée de l'immunité obtenue, les dates et les résultats de doses vaccinales de rappel. Ils suggèrent aussi que la prévention du tétanos néonatal pourrait être prévenue par l'immunisation des femmes enceintes,.

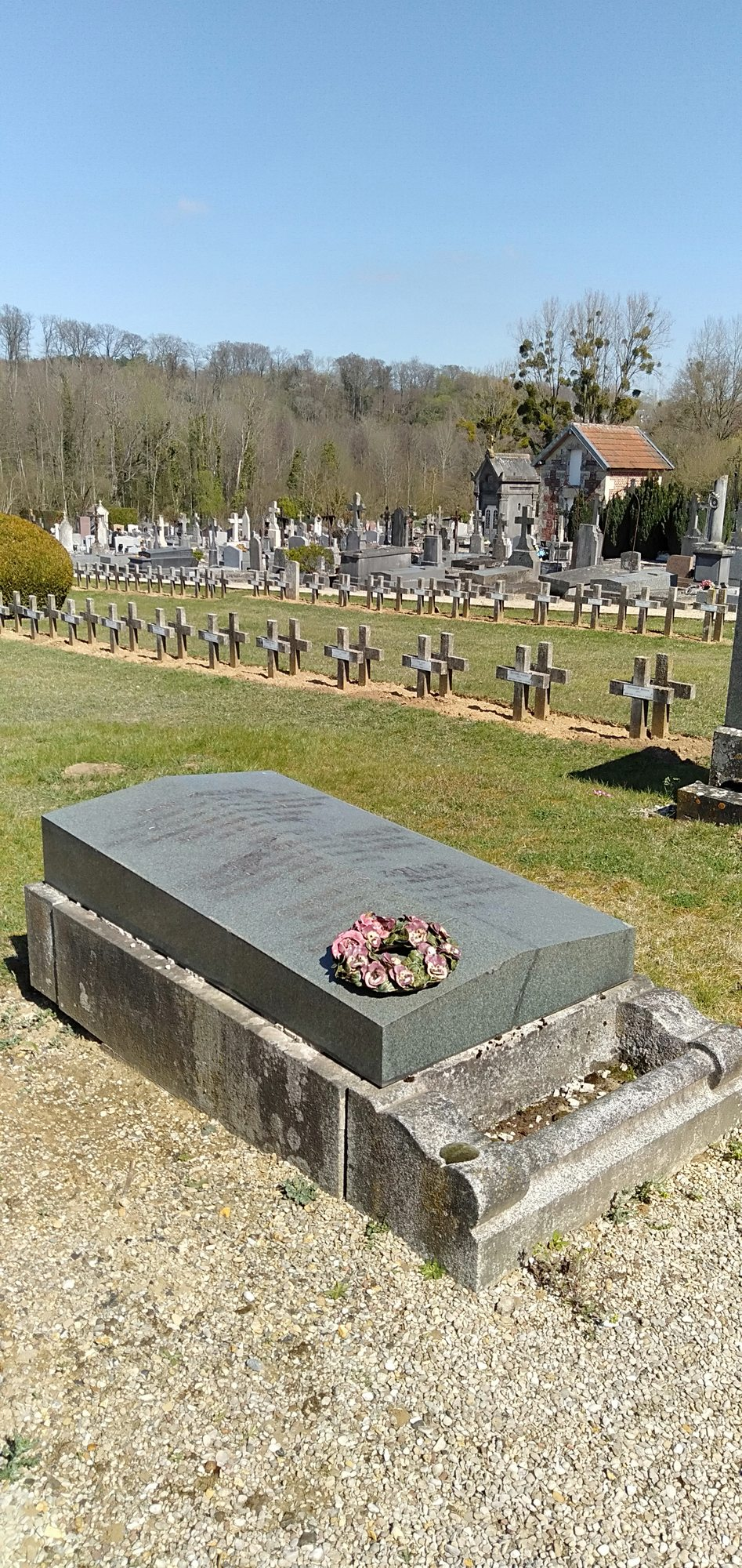
Tombe de Christian Zoeller au cimetière de Pierrefonds.

Le principe des vaccinations associées est né de la collaboration entre les deux chercheurs et G. Ramon prendra toujours soin dans ses écrits sur ce sujet après la mort de Zoeller en 1934, de saluer la mémoire de son collègue et ami Christian Zoeller, « prématurément ravi à notre collaboration et à notre amitié »,. 

Ainsi s'exprime le Médecin-Colonel R. Crosnier dans la revue La Presse Médicale du 13 Juin 1951 :
« Dès 1926, les auteurs se proposaient de "réunir dans un vaccin associé (...) des anatoxines aussi éloignées dans leur spécificité que l'anatoxine diphtérique et l'anatoxine tétanique". (...) ainsi furent entrepris les premiers essais de vaccin mixte : TAB + anatoxine tétanique  -  TAB + anatoxine diphtérique. Les résultats concluants permettaient d'affirmer que l'efficacité du mélange était dans l'ensemble supérieure à celle de l'anatoxine utilisée pure (...) Ils démontraient au surplus que cette méthode des vaccins réunis simplifiait la pratique des vaccinations préventives, puisqu'avec trois injections on pouvait réaliser deux immunisations différentes. (...) La vaccination triple TAB-DT fut éprouvée dès 1934 et appliquée à 30 régiments. En 1936 elle devenait également obligatoire. (...) Les vaccinations associées, qui sont entrées dans la pratique médicale mondiale, ont ainsi été mises au point dans la collectivité militaire française ... »
Aux États-Unis, l'anatoxine tétanique est commercialement disponible à partir de 1938, pour être généralisée en routine chez les militaires en 1941.

### Éponymie
L'épreuve de Zoeller (parfois mal orthographié en Zeller) ou « anatoxiréaction » était une réaction à l'injection intradermique de 0,1 ml d'anatoxine diphtérique diluée à 1 % dans du soluté physiologique. Positive, elle témoignait chez le sujet d'une hypersensibilité à certains antigènes présents dans le milieu de culture, ce qui pouvait contre-indiquer les premiers vaccins antidiphtériques obtenus à partir de toxines insuffisamment purifiées. Dans le monde anglophone, cette épreuve était connue sous le nom de Moloney test,.

### Publications

#### La diphtérie et l'immunité antidiphtérique
- La réaction de Schick; Intradermo-réaction à la toxine diphtérique; Valeur diagnostique et Prophylactique - "Revue d'hygiène et de Police sanitaire" - juin 1921 - Christian Zoeller et J. Rieux[19].
- Sur l'intradermo-réaction à la diphtérotoxine (La réaction de Schick) Société de Biologie - mars 1922 - H. Vincent, M. Pilod et Christian Zoeller[20].
- Toxine diphtérique et vaccination locale - Société de Biologie - mai 1924 - Christian Zoeller[21].
- De la conjonctivo-kératite diphtérique expérimentale - Société de Biologie - mai 1924 - Christian Zoeller et Manoussakis[22].
- Infection Diphtérique et immunité locale - Société de Biologie - juillet 1924 - Christian Zoeller et Manoussakis[23].
- Vaccination antidiphtérique par l'anatoxine en milieu épidémique - l'Académie de Médecine - décembre 1924 - Christian Zoeller[24].
- L'immunisation antidiphtérique "spontanée" en milieu épidémique; l'utilité dans son étude de la réaction d'allergie - Revue d'Hygiène - février 1925 - Christian Zoeller[25].
- Les cultures cumulatives, 1er exemple : les altéro-toxines. L'Altéro-toxine diphtéropyocyanique - Société de Biologie - février 1925 - Christian Zoeller[26].
- Les cultures cumulatives, 2e exemple : L'Altéro-toxine diphtéro-streptococcique; sa double atténuation - Société de Biologie - février 1925 - Christian Zoeller[27].
- Des rapports de l'anatoxi-réaction avec les germes diphtérimorphes - Société de Biologie - mai 1925 - Christian Zoeller[28].
- Comment dépister les sujets réceptifs à la diphtérie - "La Presse Médicale" - novembre 1925 - G. Delater et Christian Zoeller[29].
- Immunisation des sujets réceptifs à la diphtérie - "La Presse Médicale" - novembre 1925 - G. Delater et Christian Zoeller[30].
- La vaccination antidiphtérique par l'anatoxine; des considérations de pathologie générale que suggère son application en milieu épidémique - Académie de Médecine - mars 1926 - Christian Zoeller[31].
- Sur un cas atypique de polynévrite post-diphtérique - "Le progrès Médical" - juillet 1926 - Christian Zoeller[32].

#### Le tétanos et l'immunité antitétanique
- Les conditions biologiques de la vaccination antitétanique par l'anatoxine chez l'homme - Académie de Médecine - février 1926 - Chr. Zoeller et G. Ramon[33].
- La fixation du complément chez les sujets vaccinés par l'anatoxine tétanique "Société de Biologie" - oct. 1926 - Chr. Zoeller et N. Decamps[34].
- Existe t-il une immunité occulte à l'égard de l'infection tétanique ? - "Société de Boiologie" - mars 1927 - G. Ramon et Chr. Zoeller[35].
- L'anatoxine tétanique et l'immunisation active de l'homme vis-à-vis du tétanos - « Institut Pasteur » - aout 1927 - G. Ramon et Chr. Zoeller[36].
- De la stabilité de l'immunité antitétanique réalisée par l'anatoxine - "Institut Pasteur" - aout 1927 - Chr. Zoeller[37].
- La vaccination contre le tétanos par l'anatoxine tétanique - "Archives de Médecine et de Pharmacie militaire" - 1928 - Chr. Zoeller[38].
- Nouveaux résultats concernant la vaccination de l'homme contre le tétanos -"Société de Biologie" - janvier 1929 - G. Ramon et Chr. Zoeller[39].

#### Autres travaux
- Bacille de Shiga auto-agglutinable - "Société de Biologie" - janvier 1921 - Chr. Zoeller[40].
- Bacille de Shiga auto-agglutinable (Caractères sérologiques) - "Société de Biologie" - novembre 1921 - Chr. Zoeller[41].
- Action des rayons UV sur une souche de bactériophage - "Socité de Biologie" - janvier 1923 - Chr. Zoeller[42].

- La sérothérapie d'homme à homme au cours de l'orchite ourlienne - "Société médicale des hôpitaux de Lyon" - 1924 - Chr. Zoeller[43].
- Les milieux de culture vaccinés - "Journal de Physiologie et de Pathologie générale" - 1924 - Chr. Zoeller[44].
- Kératite Eberthienne et immunité. Kératite à bacilles paratyphiques A et B - "Société de Biologie" - mai 1924 - Chr. Zoeller et Bastouil[45].
- De la kérato-conjonctivité expérimentale dysentérique - "Société de Biologie" - juin 1924 - Chr. Zoeller et Manoussakis[46].
- Kérato-conjonctivité expérimentale à bacille pyocyanique. De l'action d'un bactériophage antipyocyanique - "Société de Biologie" - juillet 1924 - Chr. Zoeller et Manoussakis[47].
- Immunité de race vis-à-vis de la scarlatine. La réaction de Dick chez les sujets de race jaune - "Société de Biologie" - décembre 1924 - Chr. Zoeller[48].
- Les données récentes sur l'étiologie de la scarlatine - La réaction de Dick - Le Microdiplocoque de Di Cristina - "Société de Médecine publique et de Génie sanitaire" - janvier 1925 - Chr. Zoeller[49].
- Les sinusites latentes au cours et dans la convalescence de la méningite cérébro-spinale - "Archives internationales de laryngologie, otologie, rhinologie et broncho-oesophagoscopie" - " 1925 - G. Worms et Chr. Zoeller[50].
- Toxine streptococcique et immunité locale. De la réactivité locale spécifique - "Société de Biologie" - juin 1925 - Chr. Zoeller et Manoussakis[51].
- Etude biologique d'un serum antistreptococcique - "Société de Biologie" - mai 1926 - Chr. Zoeller[52].
- De quelques données nouvelles concernant l'infection ourlienne  - "Archives de Médecine et de Pharmacie militaire" - 1926 - Chr. Zoeller[53].
- Les indications de la sérothérapie préventive dans l'armée - "Archives de Médecine et de Pharmacie militaire" - 1927 - Chr. Zoeller[54].
- De l'immunité antitoxique par voie nasale chez l'homme et du mécanisme de l'immunisation occulte - "Société de Biologie" - mars 1927 - G. Ramon et Chr. Zoeller[55].
- Le phénomène d'agglutinabilité transmissible - "Société de Biologie" - mars 1927 - Chr. Zoeller et Meersseman[56].
- Recherches de diététique dans le traitement de la dysenterie amibienne - "Société scientifique d'hygiène alimentaire" - 1933 - Commentaire d'un article de Chr. Zoeller[57].

#### Opuscules publiés
Contribution à l'étude de la syphilis de la glande thyroïde : un cas de syphilis thyroïdienne à la période tertiaire (1911 - Lyon - A. Rey). Comment interpréter en clinique les réponses du laboratoire ?  (1922 - A. Maloine et fils) G.A. Delater, Chr. Zoeller. Réaction de Dick et intradermovaccination (1926 Masson) Chr. Zoeller. La Vaccination contre la scarlatine : considérations sur l'immunité antitoxique (1926 - Masson) Chr. Zoeller. La Vaccination contre la diphtérie, ses conditions biologiques (Masson 1926) Chr. Zoeller. L'Immunité antitétanique par l'anatoxine chez l'homme (1926 Masson) Chr. Zoeller. La Sérothérapie de la scarlatine (1927 Masson) Chr. Zoeller. Quelques points particuliers concernant la vaccination antidiphtérique par l'anatoxine (1929 Masson) Chr. Zoeller. Recherches de diététique dans le traitement de la dysenterie amibienne (1933 - Société générale d'imprimerie et d'édition) Chr. Zoeller.

#### Communications sur les «vaccinations associées»
- De l'emploi des " vaccinations associées " (TAB + anatoxine diphtérique) - Académie de Médecine - octobre 1928 - Christian Zoeller[67].

## Hommages et distinctions
Christian Zoeller meurt le 26 février 1934 à l'Hôpital du Val de Grâce où il travaillait, probablement des suites d'une typhoïde contractée en 1924 dans son service du Val de Grâce, ainsi que le mentionnent les registres matricules militaires le concernant. Un hommage lui est rendu dans la revue "La Presse médicale" du 28 mars 1934 par le médecin général Lévy, directeur du Val de Grâce.
La promotion 1958 de l'École du service de santé des armées de Lyon-Bron prend le nom du "Médecin commandant Zoeller".
À l'occasion du centenaire du Val-de-Grâce, le Médecin-colonel R. Crosnier a publié dans la revue "La Presse Médicale" du 13 juin 1951 un hommage à tous les médecins qui avaient fait la renommée de l'École du Val-de-Grâce, dont un paragraphe consacré à Christian Zoeller et à sa collaboration avec G. Ramon.
Dans les années 1920, il a reçu les prix suivants :
- Prix Guinchard en 1926 pour l'ensemble de sa recherche sur la Diphtérie[70].(décerné par l'Académie de Médecine).
- Prix du baron Barbier (1927) de l'Académie de Médecine pour ses travaux sur la Scarlatine et les streptococcies[71], partagé avec Edmond Plantureux, chef de Laboratoire à l'Institut Pasteur d'Algérie.(décerné par l'Académie de Médecine).
- Une mention honorable du prix Montyon de l'Académie des Sciences (1927)[72].

#### Article
- "Anthologie Médicale du Val de Grâce" par le Médecin-Colonel Crosnier à l'occasion du centenaire du Val de Grâce dans la revue La Presse Médicale No 40 (1951).